# Geney Beltrán Félix
Geney Beltrán Félix (Tamazula, Durango, 4 de junio de 1976) es un editor, traductor, ensayista, crítico literario y novelista mexicano.
Ha colaborado en la Revista de la Universidad de México, Letras Libres, Tierra Adentro, La Gaceta del Fondo de Cultura Económica y los suplementos «Laberinto» del periódico Milenio Diario y Confabulario del periódico El Universal, entre otras. 
En 2002 obtuvo el Premio Nacional de Ensayo Joven José Vasconcelos por su ensayo El biógrafo de su lector. Guía para leer y entender a Macedonio Fernández. En 2015 se hizo acreedor al Premio Bellas Artes de Narrativa Colima para Obra Publicada por su obra Cualquier cadáver.

## Publicaciones
- El biógrafo de su lector. Guía para leer y entender a Macedonio Fernández (ensayo, 2002).
- Historias para un país inexistente (ensayo, 2005).
- El sueño no es un refugio sino un arma (ensayo, 2009).
- Habla de lo que sabes (cuentos, 2009).
- Cartas ajenas (novela, 2011).
- Cualquier cadáver (novela, 2014).
- Adiós Tomasa (novela, Alfaguara, 2019).
- No nos vamos a morir mañana (cuentos, UNANL, 2023).
- Crónica de la lumbre (novela, Alfaguara, 2024).